# Умершие в июле 1942 года
Это список известных людей, соответствующих установленным критериям значимости (см. Википедия:Критерии значимости персоналий), умерших в июле 1942 года.
Причина смерти указывается лишь в исключительных случаях (убийство, самоубийство, гибель в результате военных действий, смертная казнь, ДТП или несчастные случаи). В остальных случаях — не указывается.

## 1 июля
- Волков, Валерий (пионер-герой) — пионер-герой, участник обороны Севастополя. Погиб в бою
- Венява-Длугошовский, Болеслав (60) — польский генерал, дипломат, политик и поэт. Президент Польши (1939) Самоубийство.
- Заимов, Владимир Стоянов (53) — болгарский военачальник, генерал-полковник, советский разведчик, Герой Советского Союза (посмертно). Расстрелян по приговору болгарского военного трибунала. Реабилитирован посмертно.
- Колесниченко, Василий Ефремович (27) — лётчик 573-го истребительного авиационного полка 101-й истребительной авиационной дивизии, младший лейтенант Герой Советского Союза (посмертно). Скончался от ран и ожогов в госпитале.
- Прушковский, Тадеуш (54) — польский художник, педагог, критик, профессор живописи, первый ректор варшавской Академии изящных искусств. Расстрелян немецкими оккупантами за помощь евреям.
- Хжан, Ян Непомуцен (57) — блаженный Римско-Католической Церкви, священник, мученик. Погиб в Дахау.

## 2 июля
- Дзаппала, Сальваторе — итальянский офицер, танкист во время Второй мировой войны. Кавалер высшей награды Италии за подвиг на поле боя — золотой медали «За воинскую доблесть» (1942, посмертно). Погиб в бою.
- О’Рейли, Перси (71) — британский игрок в поло, серебряный призёр летних Олимпийских игр 1908.
- Петров, Евгений Петрович (38) — известный советский писатель, брат Валентина Катаева. Погиб в сбитом немцами самолёте.
- Виленский-Сибиряков, Владимир Дмитриевич (53) — известный русский революционер, государственный и общественный деятель СССР, писатель и учёный.

## 3 июля
- Адамия, Ной Петрович (24) — командир взвода автоматчиков, инструктор снайперского дела 7-й бригады морской пехоты Черноморского флота. Герой Советского Союза. Пропал без вести при оставлении Севастополя.
- Белогуров, Александр Иванович (27) — советский военный лётчик, участник советско-финской и Великой Отечественной войн, воздушный стрелок-радист 57-го скоростного бомбардировочного авиационного полка ВВС Балтийского флота, Герой Советского Союза (7.02.1940), лейтенант. Руководитель подпольной группы в Донецкой области. Казнён немецкими оккупантами.
- Кофман, Валентин Соломонович (40) — потомственный врач-хирург, участник Великой Отечественной войны, военный врач 1-го ранга.
- Липовенко, Пётр Николаевич — Герой Советского Союза

## 4 июля
- Ильин, Алексей Алексеевич — русский государственный деятель, историк, нумизмат, картограф. Член-корреспондент АН СССР (1928). Умер от голода в блокадном Ленинграде.
- Ковальский, Иосиф (31) — мученик католической Церкви, причислен к лику блаженных. Погиб в Освенциме.
- Марку, Валериу (43) — румынский немецкоязычный писатель и историк.
- Силаев, Павел Михайлович — младший лейтенант госбезопасности, участник обороны Крыма и обороны Севастополя.
- Слюсарев, Митрофан Григорьевич (31) — участник Великой Отечественной войны, командир взвода 203-го танкового батальона (89-я танковая бригада, 1-й танковый корпус, Брянский фронт) лейтенант. Герой Советского Союза (посмертно). Умер в госпитале от ран полученных в бою.

## 5 июля
- Березин, Александр Дмитриевич — советский военачальник, генерал-майор, Участник Великой Отечественной войны, командир 119-й стрелковой дивизией, заместитель командующего 22-й армией. Погиб на фронте
- Бучкури, Александр Алексеевич (71) — российский и советский живописец, расстрелян немецкими оккупантами
- Кирей, Василий Фадеевич (63) — военный деятель, генерал-лейтенант Русской армии, генерал-хорунжий Армии Украинской Народной республики. Умер в Праге.
- Ягунов, Павел Максимович — советский военный деятель, участник Великой Отечественной войны, командир 138 стрелковой дивизии, командир обороны Аджимушкайских каменоломен. Погиб.

## 6 июля
- Адлер, Валентина Альфредовна (44) — деятельница Коммунистической партии Австрии, публицист.
- Горшков, Егор Гаврилович — советский танкист, старший лейтенант Рабоче-крестьянской Красной Армии, участник советско-финской и Великой Отечественной войны. Герой Советского Союза (1940) Погиб в бою.
- Калабухов, Сергей Петрович — советский военный, участник Великой Отечественной войны. Погиб в бою.

## 7 июля
- Бородулин, Александр Иванович (16) — пионер-герой Великой Отечественной войны.
- Ксенакис, Томас (67) — греческий гимнаст, дважды серебряный призёр летних Олимпийских игр 1896.
- Маливук, Зага (23) — югославская партизанка, участница Народно-освободительной войны Югославии, Народный герой Югославии (посмертно). Казнена немецкими оккупантами.

## 8 июля
- Франше д’Эспере, Луи-Феликс-Мари-Франсуа (86) — военный и государственный деятель Франции. Маршал Франции. Верховный комиссар Антанты на юге России (1919)
- Сайдам, Рефик (60) — премьер-министр Турции с 25 января 1939 года до 8 июля 1942 года. Умер, находясь в должности.

- Скуиньш, Янис (45) — командир латышских стрелков и Латгальского партизанского полка, полковник латвийской армии.

## 9 июля
- Амабиле, Люция (76) — монахиня, святая Римско-Католической Церкви
- Дегтярёв, Василий Леонтьевич (27) — лейтенант Рабоче-крестьянской Красной Армии, участник Великой Отечественной войны, лётчик Герой Советского Союза (посмертно). Самоубийство во избежание плена.
- Климов, Михаил Михайлович (61) — советский актёр театра и кино, народный артист СССР.
- Хойнацкий, Фиделис — блаженный Римско-Католической Церкви, монах, мученик. Погиб в Дахау.

## 10 июля
- Нафиков, Гарей Абдуллович (34) — советский военачальник, участник Великой Отечественной войны, командир 294-го кавалерийского полка. Погиб в бою.

## 11 июля
- Бахрих, Эрнст (50) — австрийский композитор, пианист и дирижёр еврейского происхождения.
- Дехтяренко, Андрей Николаевич (33) — советский лётчик, старший лейтенант. Командовал эскадрильей в составе 580-го истребительного авиационного полка 6-й ударной авиационной группы Ставки ВГК, Герой Советского Союза (посмертно). Погиб при исполнени боевого задания.
- Йовичич, Олга — югославская студентка, партизанка Народно-освободительной войны Югославии, первая женщина-политрук в армии Югославии Народный герой Югославии (посмертно). Погибла в стычке с вооружёнными бандитами.

## 12 июля
- Алёшин, Семён Михеевич (31) — советский военный лётчик, командир звена 44-го отдельного скоростного бомбардировочного авиационного полка Ленинградского фронта, Герой Советского Союза (посмертно), погиб в бою.
- Бобров, Николай Александрович (21) — советский военный лётчик, стрелок-радист бомбардировщика 44-го бомбардировочного авиационного полка Ленинградского фронта, из экипажа Семёна Алёщина, Герой Советского Союза(посмертно). Погиб в бою.
- Гончарук, Владимир Андреевич (24) — советский военный лётчик, стрелок-бомбардир бомбардировщика 44-го бомбардировочного авиационного полка Ленинградского фронта, из экипажа Семёна Алёшина, Герой Советского Союза (посмертно). Погиб в бою.

- Ерёменко, Алексей Гордеевич (36) — младший политрук 220-го стрелкового полка 4-й стрелковой дивизии 18-й армии, запечатлён на фотографии «Комбат». Погиб в бою.
- Молодцов, Владимир Александрович (31) — советский разведчик, капитан госбезопасности, партизан, руководитель разведывательно-диверсионным отрядом в оккупированной Одессе.Герой Советского Союза (посмертно). Казнён румынскими оккупантами
- Феоген (Козырев) (77) — — архимандрит Русской православной церкви. В 2000 году причислен к лику святых Русской православной церкви.

## 13 июля
- Дюлак, Жермен (59) — французский кинорежиссёр, сценарист и теоретик кино.
- Пик, Георг (82) — австрийский математик еврейского происхождения (формула Пика). Умер в немецком концентрационном лагере Терезиенштадт.

## 14 июля
- Денисович, Надежда Николаевна — Первый комиссар Домановичского партизанского отряда. Расстреляна немецкими оккупантами.
- Жердий, Евгений Николаевич (28) — командир звена 273-го истребительного авиационного полка (268-я истребительная авиационная дивизия, 8-я воздушная армия, Юго-Западный фронт), Герой Советского Союза (посмертно). Погиб в бою.
- Петров, Николай Семёнович — участник Великой Отечественной войны, механик-водитель, старшина. Герой Советского Союза (посмертно). Погиб в бою.

## 15 июля
- Владимир Кудряшов (32) — партизан, Герой Советского Союза
- Ортис, Роберто Мария (55) — аргентинский политик, Президент Аргентины (1938—1942). Умер от сахарного диабета.
- Финукейн, Брендан (21) — британский лётчик, участник Второй мировой войны. Погиб при выполнении боевого задания.

## 16 июля
- Пономарёв, Николай Георгиевич (42) — — советский оптик, конструктор астрономических инструментов. Умер после эвакуации из блокадного Ленинграда.
- Траксмаа, Аугуст — эстонский генерал-майор. Казнён в советском лагере.

## 17 июля
- Бигальк, Герхард (33) — немецкий офицер-подводник, капитан 3-го ранга. Погиб на своей лодке, потопленной британской авиацией.
- Бовкун, Михаил Кузьмич — участник Великой Отечественной войны, командир стрелкового взвода 796-го стрелкового полка 141-й стрелковой дивизии 40-й армии Воронежского фронта кавалер Ордена Ленина (посмертно), лейтенант. Погиб в бою
- Межов, Михаил Васильевич (40) — участник Великой Отечественной войны, стрелок 349-го стрелкового Казанского полка 26-й стрелковой Златоустовской дважды Краснознамённой дивизии 27-й армии Северо-Западного фронта, красноармеец. Закрыл своим телом амбразуру пулемёта.
- Сергей Суворов (19) — Герой Советского Союза.
- Шарипов, Сабыр (60) — казахский советский писатель, общественный деятель, борец за установление Советской власти в Казахстане.

## 19 июля
- Вилкомир, Леонид Вульфович (30) — русский советский поэт, журналист, военный корреспондент.

## 20 июля
- Абызов, Михаил Петрович (22) — Старшина и парторг 7-й роты 849-го стрелкового полка 303-й стрелковой дивизии. Погиб в бою.
- Сагрерас, Хулио Сальвадор (62) ― аргентинский классический гитарист и композитор.
- Шаховская-Шик, Наталия Дмитриевна — историк, писатель, переводчик, деятель кооперативного движения. Туберкулёз.

## 21 июля
- Галкин, Михаил Петрович (25) — лейтенант Рабоче-крестьянской Красной Армии, участник советско-финской и Великой Отечественной войн, Герой Советского Союза (1942). Погиб в бою.
- Деликов, Эрдни Теледжиевич (27) — участник Великой Отечественной войны, сержант 273 кавалерийского полка 110-й Отдельной Калмыцкой кавалерийской дивизии. Герой Советского Союза (посмертно). Погиб в бою.
- Иванов, Зиновий Иванович (78) — российский и советский архитектор и реставратор, Герой Труда.

## 22 июля
- Богданов, Иван Александрович (44) — советский военачальник, генерал-лейтенант, заместитель командующего, командующий 39-й армией. Скончался в госпитале от полученных на фронте ран.
- Иванов, Пётр Самсонович (44) — русский советский военный деятель, генерал-майор (1940). Участник Великой Отечественной войны, командир 18-й горно-кавалерийской дивизии. Пропал без вести.
- Ильченко, Николай Петрович (31) — участник боёв на реке Халхин-Гол и Великой Отечественной войны, командир танковой роты 2-го танкового батальона 11-й лёгкой танковой ордена Ленина бригады имени комбрига М. П. Яковлева 1-й армейской группы, капитан. Герой Советского Союза (1939) Пропал Без вести.
- Кулик, Афанасий Трофимович — красноармеец Рабоче-крестьянской Красной Армии, Герой Советского Союза.

## 23 июля
- Богданов, Пётр Иванов (34) — болгарский коммунистический деятель. Казнён по приговору трибунала.
- Вапцаров, Никола Йонков (32) — болгарский писатель и коммунистический деятель. Казнён по приговору трибунала.
- Иванов, Антон Козинаров (57) — болгарский коммунистический деятель. Казнён по приговору трибунала.
- Минчев, Георги Иванов (34) — болгарский коммунистический деятель. Казнён по приговору трибунала.
- Попов, Антон Николов (26) — болгарский коммунистический деятель. Казнён по приговору трибунала.
- Романов, Атанас Димитров (30) — болгарский коммунистический деятель. Казнён по приговору трибунала.

## 24 июля
- Граббе, Михаил Николаевич (74) — русский генерал, последний наказной атаман Войска Донского. Умер в Париже.
- Лизюков, Александр Ильич (42) — советский военачальник, командующий 5-й танковой армии, Герой Советского Союза, генерал-майор. Погиб в бою.
- Поульсен, Вальдемар (72) — датский инженер. Разработал способ магнитной записи на проволоку в 1899 году.
- Черняков, Адам — польский инженер еврейского происхождения, глава юденрата Варшавского гетто. Покончил жизнь самоубийством.
- Шалимов, Владимир Егорович (33) — участник Великой Отечественной войны, командир 15-го гвардейского штурмового авиационного полка. Герой Советского Союза (посмертно). Погиб в бою.

## 25 июля
- Локоть, Тимофей Васильевич (73) — русский учёный-агроном, политический деятель. Умер в Белграде.
- Илья Мосьпанов (29) — участник Великой Отечественной войны. Герой Советского Союза.
- Александр Плотников (26) — участник Великой Отечественной войны. Герой Советского Союза.
- Энглхардт, Фредерик (62) — американский легкоатлет, серебряный призёр летних Олимпийских игр 1904 в тройном прыжке

## 26 июля
- Роберто Арльт (42) — аргентинский писатель и журналист. Скончался от инсульта.
- Беркис, Кришьянис (58) — командующий НВС Латвии (1934—1940), военный министр (1940). Репрессирован. Умер в советском лагере.
- Брандсма, Тит (61) — нидерландский католический священник, монах кармелитского ордена, один из основателей и ректор первого в Нидерландах католического университета в Неймегене, антифашист, погиб в Дахау. Причислен Католической церковью к лику блаженных.

## 27 июля
- Броуд, Яков Исаакович (42) — советский военачальник, участник Великой Отечественной войны, генерал-майор артиллерии, командующий артиллерией 64-й армии. Погиб в бою.
- Сафаров, Георгий Иванович — коммунист, советский государственный и партийный деятель. Заведующий Восточным отделом и секретарь Исполкома Коминтерна. Репрессирован. Расстрелян в советском лагере.
- Серебряков, Андрей Михайлович (28) — советский офицер-танкист, участник советско-финской и Великой Отечественной войн, Герой Советского Союза. Погиб в бою.
- Фаткулин, Фарит Мухаметзянович (28) — Герой Советского Союза.

## 28 июля
- Питри, Флиндерс — видный британский археолог, один из основоположников современной систематической египтологии, профессор Лондонского университета в 1892—1933 годах.

## 29 июля
- Коссак, Войцех (84) — польский художник.
- Старк, Эдуард Александрович (68) — российский и советский музыкальный критик и искусствовед, автор статей по истории музыкальных произведений, театральных постановок, рецензий на музыкальные спектакли.

## 30 июля
- Александр (Витоль) (66) — епископ Иерсикский (позднее Мадонский) Латвийской православной церкви (Константинопольский патриархат).

## 31 июля
- Горячкина, Джемми Михайловна — юная пионерка, которая погибла под колёсами поезда, спасая машину с советскими ранеными бойцами.
- Мария Анна Португальская (81) — инфанта Португалии, Великая герцогиня Люксембургская (1905—1912), жена Великого герцога Люксембургского Вильгельма IV, регент Люксембурга (1908—1912)
- Ожембловский, Михаил (41) — блаженный Римско-Католической Церкви, священник, мученик. Погиб в Дахау
- Ростропович, Леопольд Витольдович — советский виолончелист, педагог, дирижер. Отец Мстислава Ростроповича. Умер от сердечного приступа.
- Янгхазбенд, Фрэнсис (79) — британский офицер, подполковник, путешественник, религиозный писатель.